# European Film Promotion
European Film Promotion (EFP) es una organización internacional de promoción de la cinematografía. La red agrupa a 38 organizaciones nacionales de promoción del cine. Su objetivo es promover la diversidad y la calidad en el cine europeo, así como dar impulso a los principales festivales de cine internacionales y a los mercados audiovisuales en Europa.

## Actividades
European Film Promotion trabaja fundamentalmente en tres áreas principales: la promoción de películas, el acceso a los mercados internacionales y el soporte de ventas fuera de Europa. Para ello ha desarrollado programas e iniciativas como European Shooting Stars, o dentro de festivales internacionales como el Festival Internacional de Cine de Berlín o el Festival de Cannes ha promovido premios a pequeños productores. Otros programas han ido dirigidos a promover el cine femenino: Europe! Voces de mujeres en el cine en el Festival de Cine de Sídney, jóvenes directores (Futuro Fotogramas en el Festival Internacional de Cine de Karlovy Vary) o centrarse en pendientes documental de producciones de Europa (La Europa cambia de Cara en el Hot Docs Canadiense Festival Internacional de Documentales, Toronto). EFP organiza además Europe! Umbrellas para lograr la presencia y visibilidad en los principales mercados internacionales fuera de Europa.

## Institutos de Promoción de Película nacionales
Las siguientes 38 organizaciones de 37 países europeos son miembros de EFP:
- Albanian National Center of Cinematography (Albania)
- Association of Filmmakers of Bosnia & Herzegovina (Bosnia)
- Austrian Films (Austria)
- Wallonie Bruxelles Images Bélgica)
- Flanders Image (Bélgica)
- Bulgarian National Film Center (Bulgaria)
- Croatian Audiovisual Centre (Croacia)
- Cultural Services of the Ministry of Education and Culture of Cyprus (Chipre)
- Czech Film Center (República Checa)
- Danish Film Institute (Dinamarca)
- Slovak Film Institute (Eslovaquia)
- Slovenian Film Center (Eslovenia)
- Instituto de la Cinematografía y de las Artes Audiovisuales / ICAA (España)
- Estonian Film Institute (Estonia)
- UniFrance (Francia)
- Film Fund Luxembourg (Luxemburgo)
- Film Centre of Montenegro (Montenegro)
- Finnish Film Foundation (Finlandia)
- Georgian National Film Center (Georgia)
- German Films (Alemania)
- Greek Film Centre (Grecia)
- Hungarian National Film Fund (Hungría)
- Icelandic Film Centre (Islandia)
- Fís Éireann/Screen Ireland (Irlanda)
- Istituto Luce Cinecittà (Italia)
- Kosova Cinematography Center (Kosovo)
- Lithuanian Film Centre (Lituania)
- Macedonian Film Agency  (Macedonia del Norte)
- National Film Centre of Latvia (Letonia)
- Instituto Noruego de Cinematografía (Noruega)
- EYE International (Países Bajos)
- Polish Film Institute (Polonia)
- Instituto do Cinema e do Audiovisual I.P. / ICA (Portugal)
- British Council (Reino Unido)
- Romanian Film Promotion (Rumanía)
- Film Center Serbia (Serbia)
- Instituto Sueco del Cine (Suecia)
- Swiss Films (Suiza)

## Historia
Su predecesor fue la Oficina Europea de Distribución de Películas (EFDO), que fue establecida por Dieter Kosslick y otros en Hamburgo en 1988 como un proyecto piloto del programa europeo de financiación MEDIA I. El concepto de una red fue retomado y desarrollado por los diez miembros iniciales de la asociación European Film Promotion cuando se fundó en 1997. El presidente de la red es Martin Martin Schweighofer (Austrian Film Commission). Sonja Heinen sustituyó en 2017 en la dirección a Renata Rose, cofundadora de EFP.

## Socios
EFP cuenta con el respaldo financiero del programa Creative Europe - MEDIA de la Unión Europea y de sus organizaciones miembros. La oficina con sede en Hamburgo está respaldada por el Comisionado de Cultura y Medios de Comunicación del Gobierno Federal de Alemania, el Fondo de Cine de Hamburgo Schleswig-Holstein y el Ministerio de Cultura de la Ciudad de Hamburgo.